# Église Saint-Jean-Baptiste de Saint-Nexans
L'église Saint-Jean-Baptiste est un édifice religieux catholique situé à Saint-Nexans, en France
Elle fait l'objet d'une protection au titre des monuments historiques.

## Localisation
L'église Saint-Jean-Baptiste est située au sud du département français de la Dordogne, sur la commune et dans le village de Saint-Nexans.

## Historique

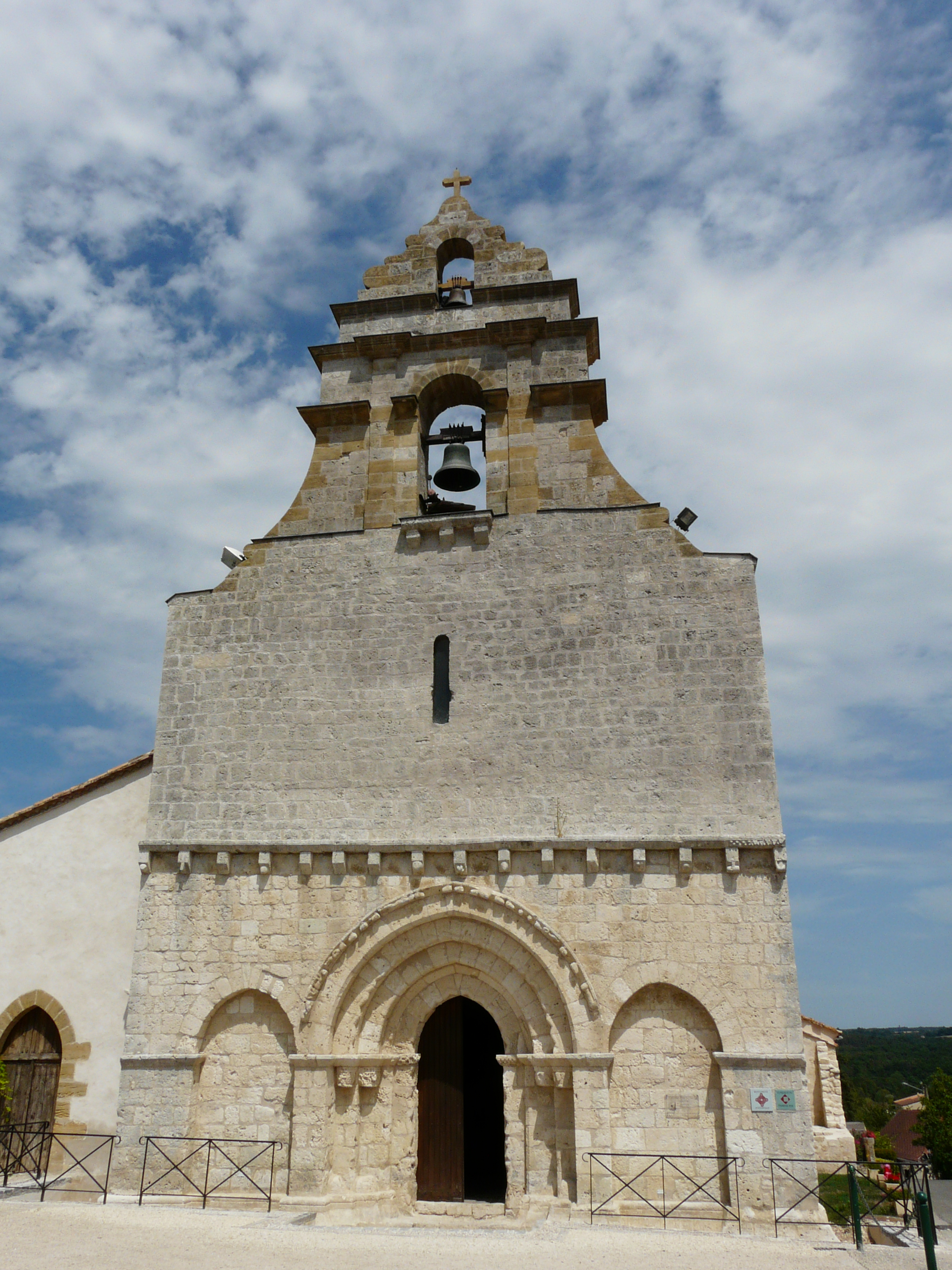
La façade occidentale

Au XIIe siècle, les Templiers établissent à Saint-Nexans une commanderie rattachée à celle de Condat. Un château et une chapelle sont bâtis sur le site. Cette chapelle sera incendiée et reconstruite plusieurs fois avant de devenir église paroissiale.
Du XIIe siècle ne subsiste que la partie inférieure de la façade occidentale.
Le haut du clocher est modifié au XVIIe siècle.
L'édifice est inscrit au titre des monuments historiques le 15 juillet 1963 pour sa façade occidentale et son portail d'entrée.

## Architecture
L'église forme un rectangle orienté est-ouest. Côté ouest, elle présente un portail à quatre voussures de style saintongeais encadré par deux arcatures aveugles. Les voussures et les chapiteaux du portail sont sculptés.
Le portail est surmonté d'une ligne de modillons et d'un clocher-mur percé de deux baies campanaires superposées, abritant chacune une cloche.
La façade sud présente une croix de Malte sculptée.
L'intérieur se compose simplement d'une nef et d'un chœur. Celui-ci est surmonté d'une coupole.

## Galerie de photos

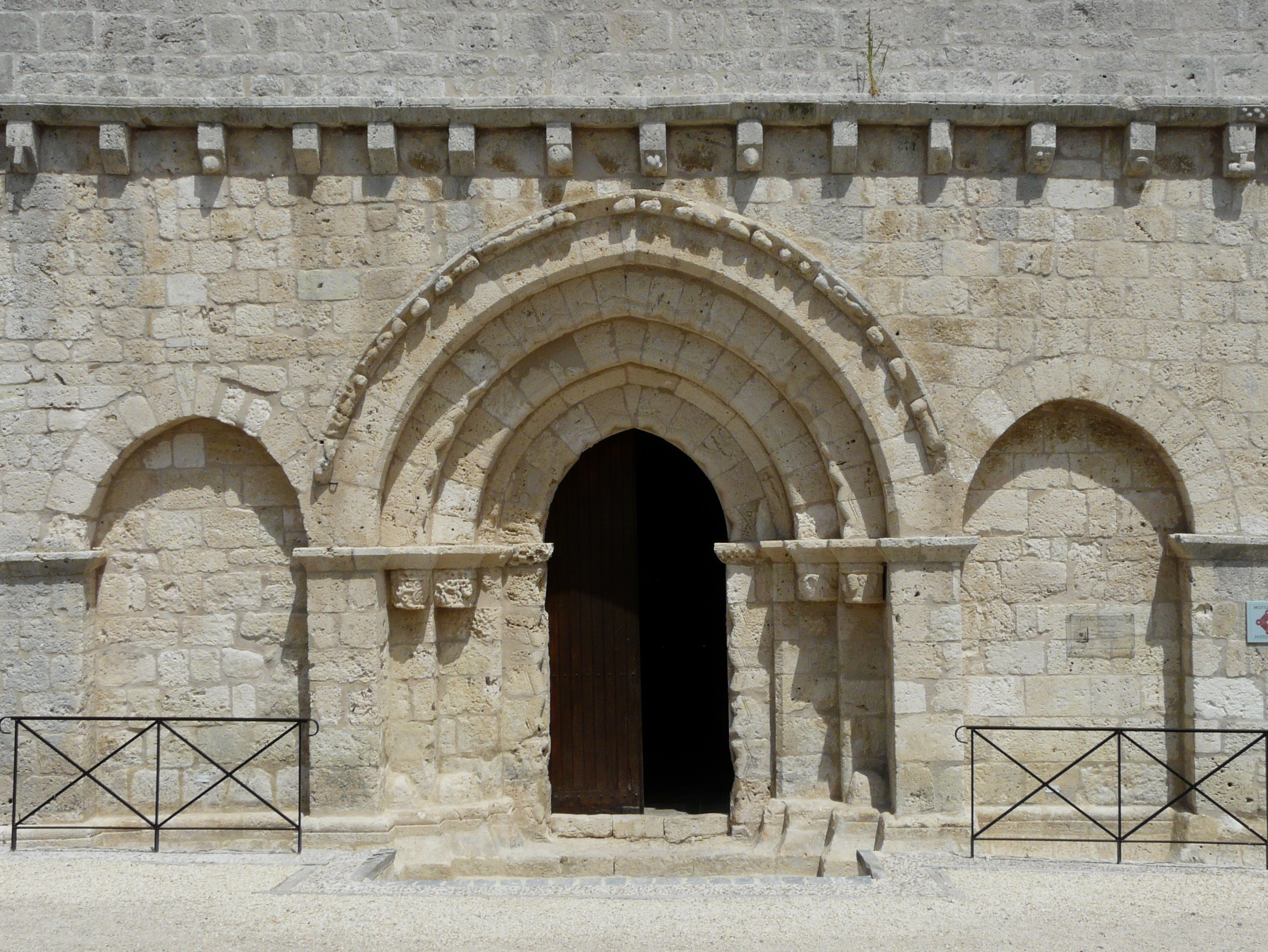
Le portail
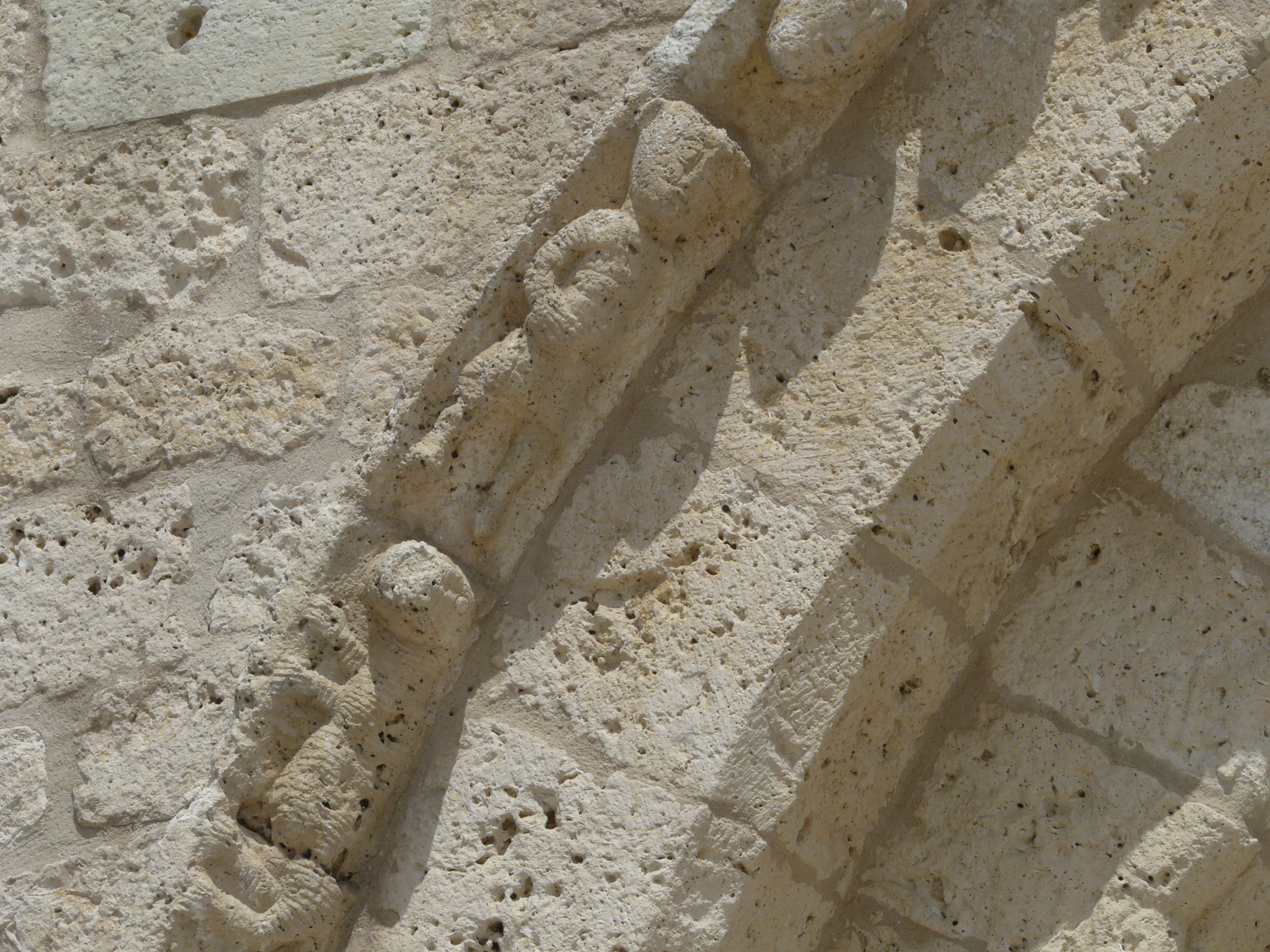
Voussure sculptée du portail
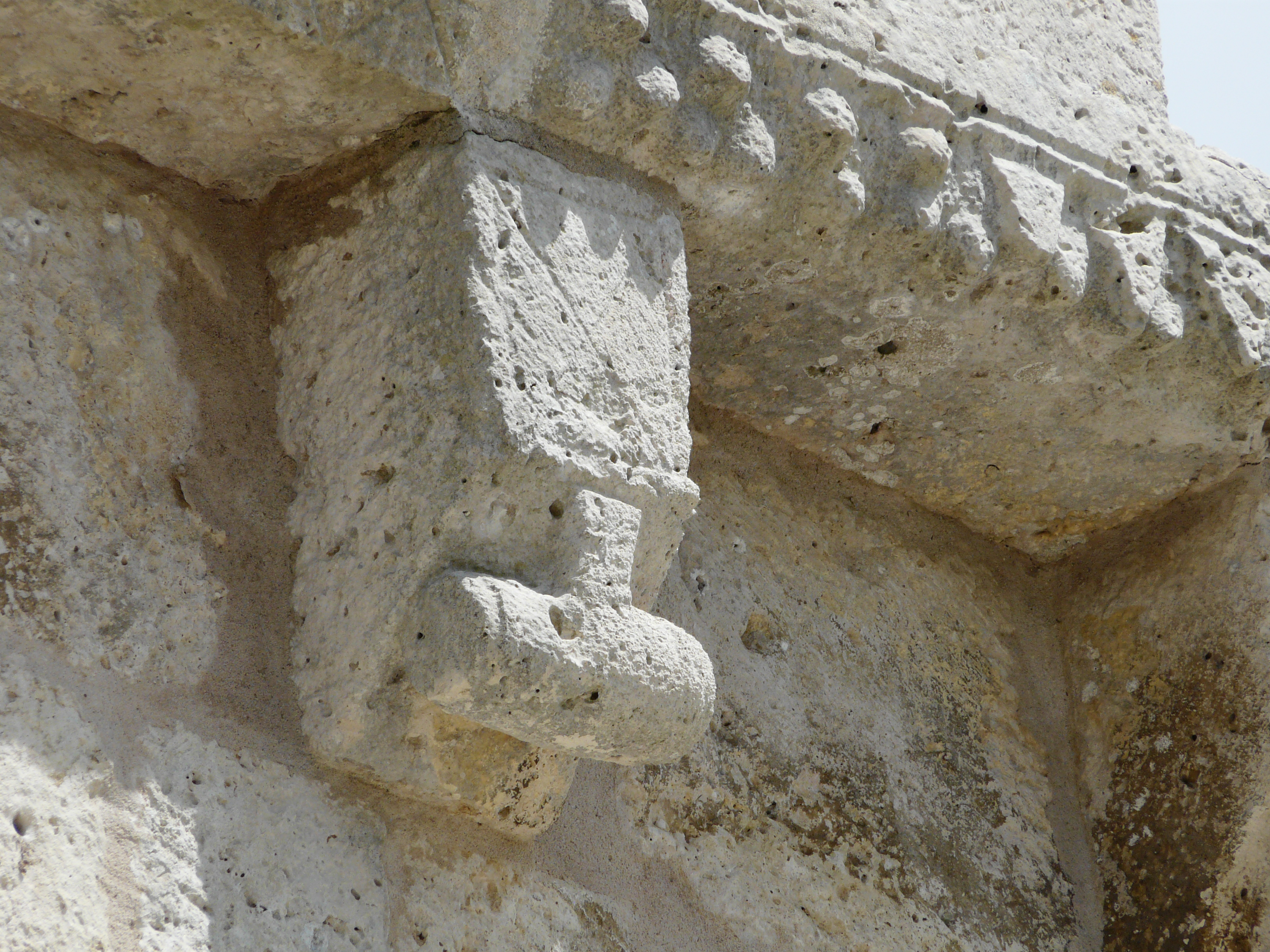
Modillon au-dessus du portail
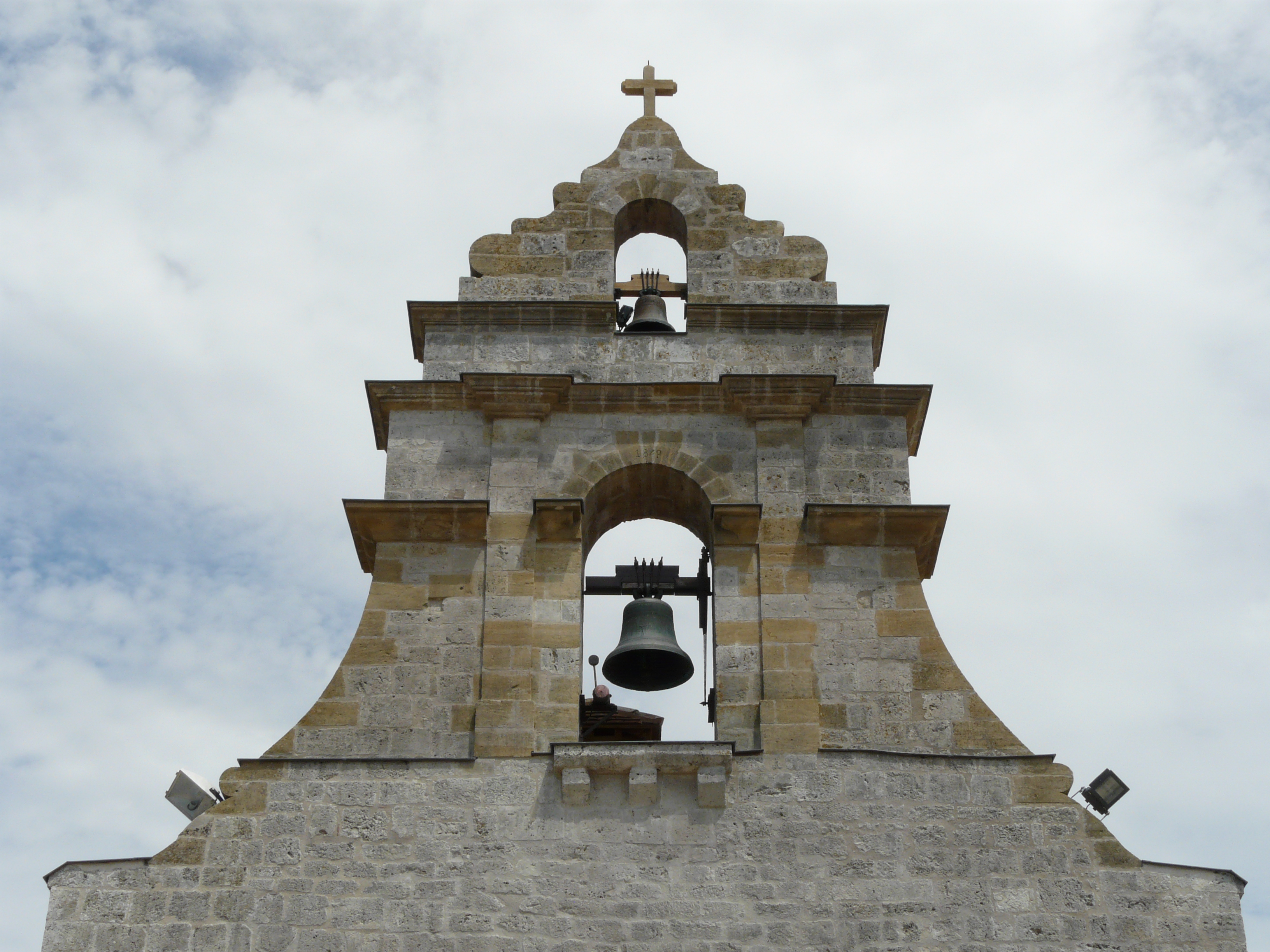
Le clocher-mur
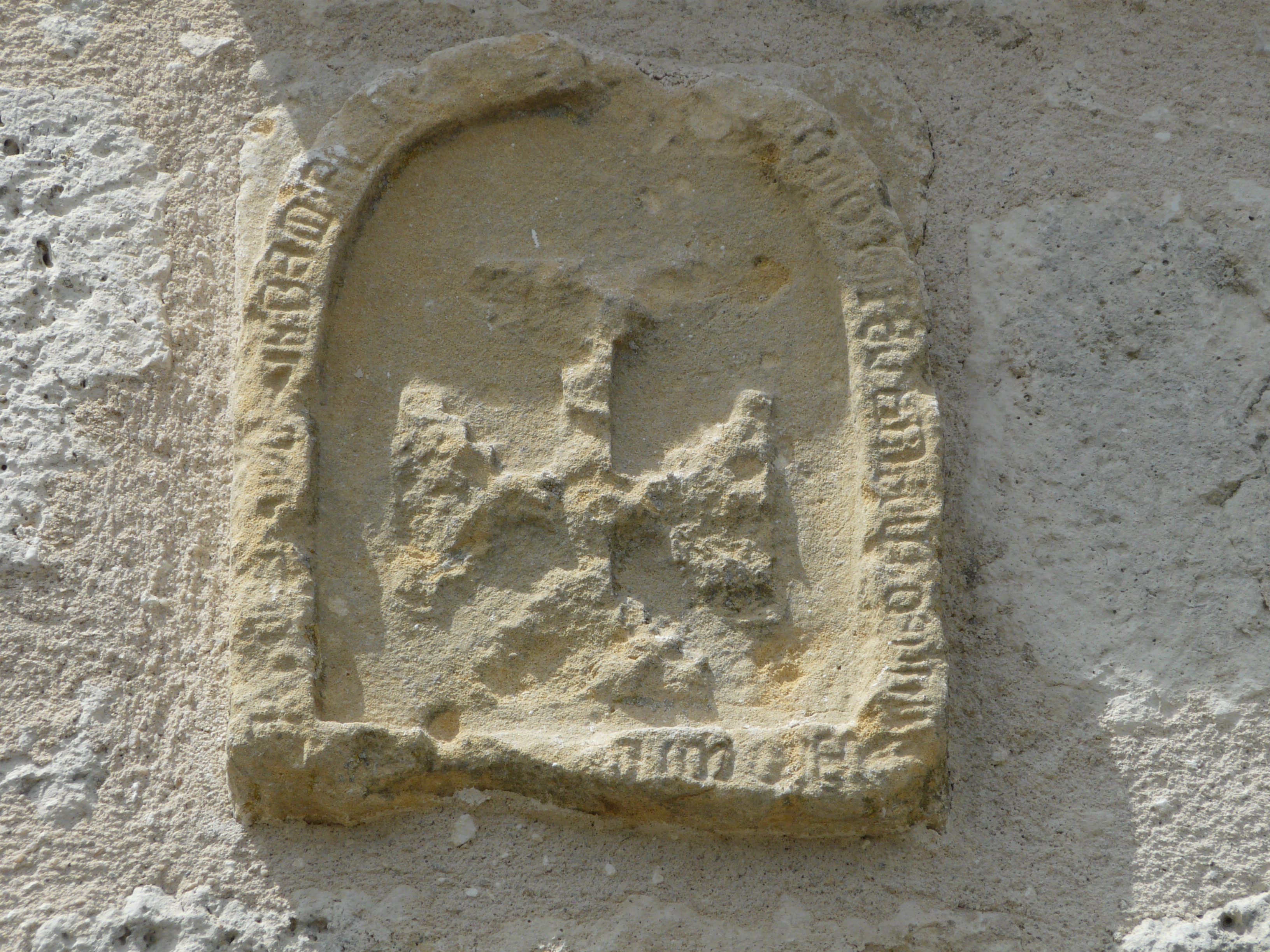
Croix de Malte sculptée sur la façade sud
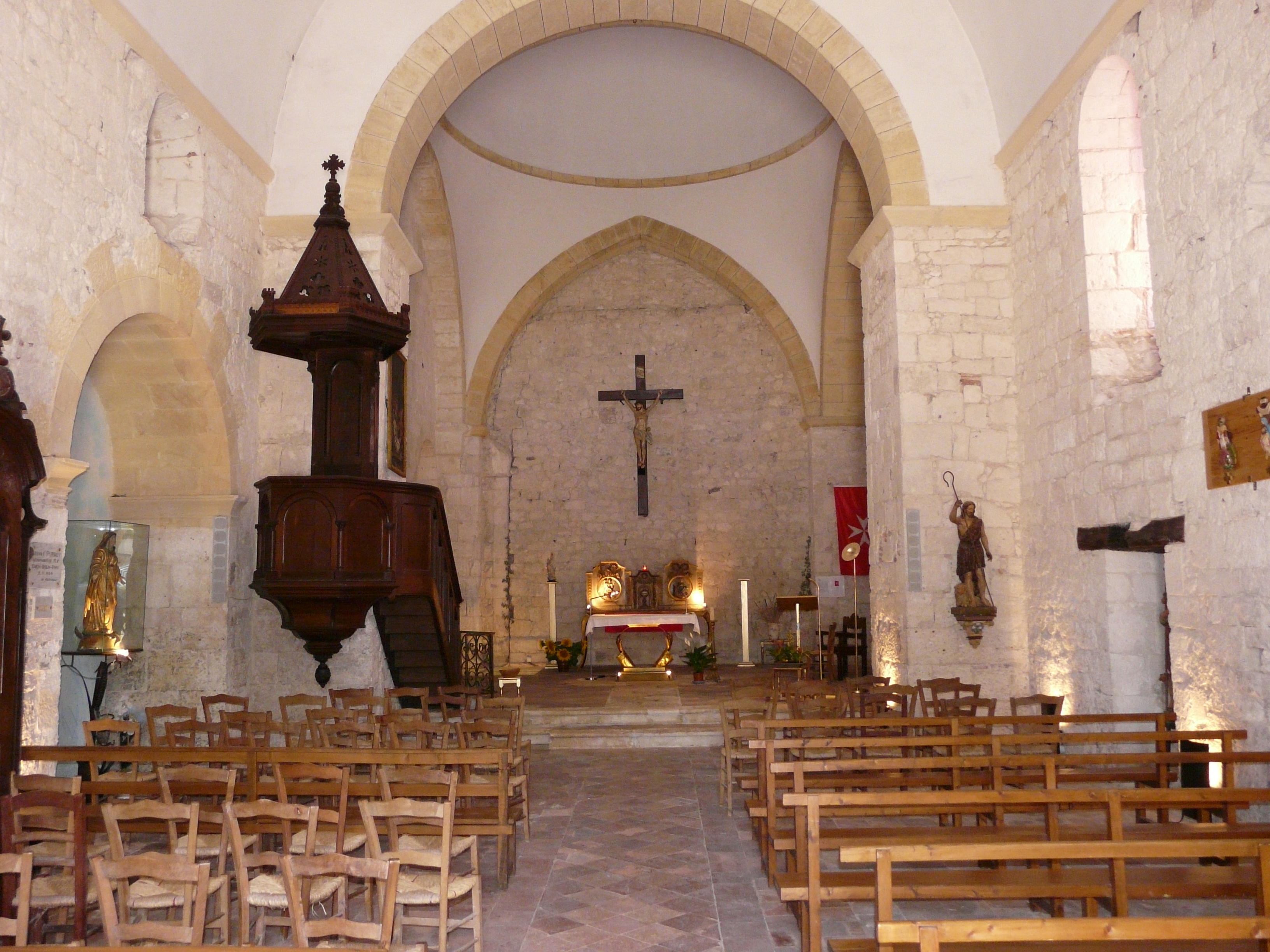
La nef
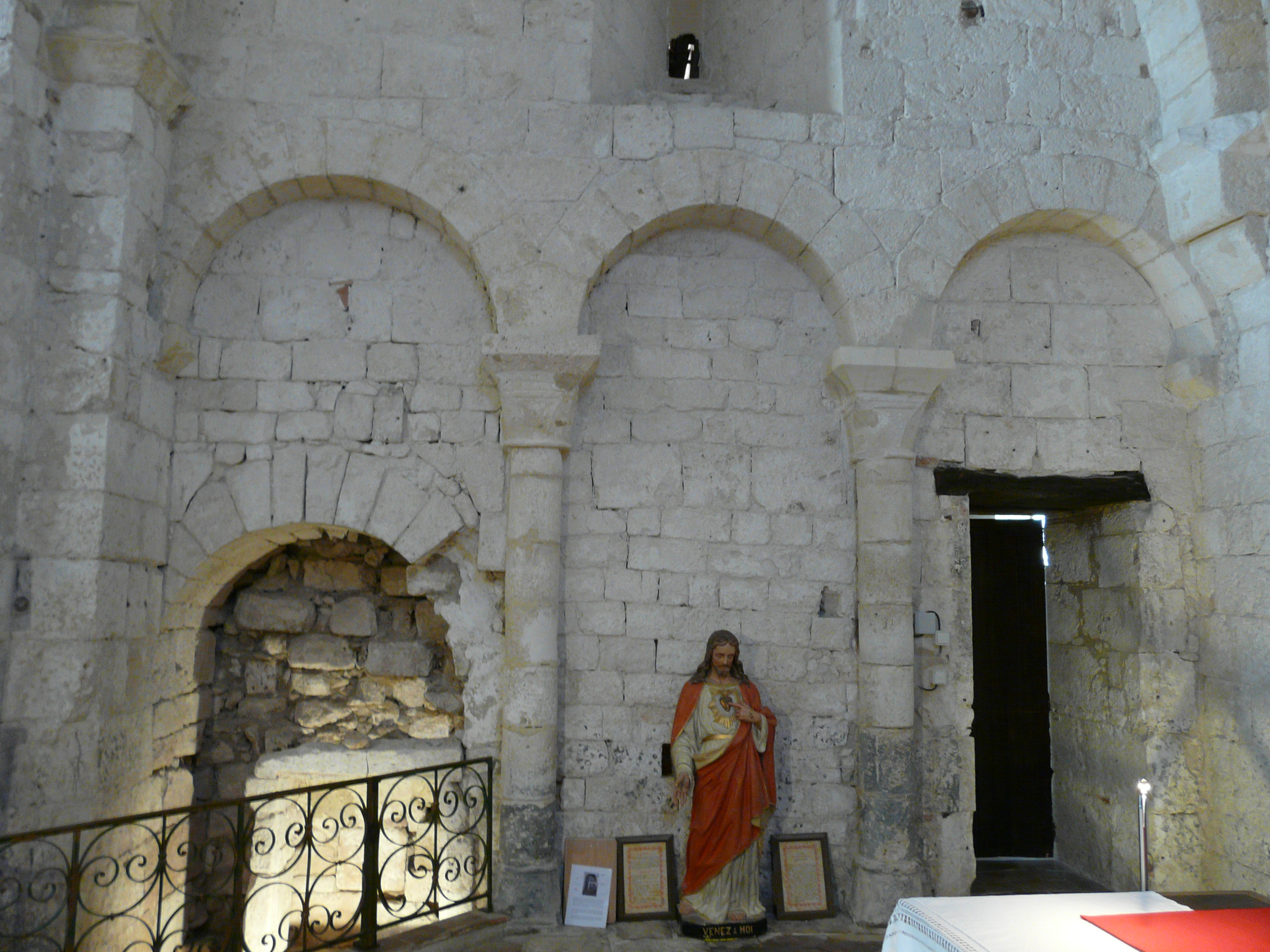
Arcades, côté nord du chœur